# OpenRC
OpenRC је init систем који је заснован на зависности за оперативне системе рачунара који су слични Unix- у. Креирао га је Рој Марплес, NetBSD програмер који је такође био активан у Gentoo пројекту.   Постао је шире прихваћен као init систем изван Gentoo пројекта након одлуке неких Линукс дистрибуција да не усвоје systemd .   

## Усвајање
OpenRC је подразумевани init систем и/или супервизор процеса за:
- Alpine Linux
- Funtoo
- Gentoo Linux
- Hyperbola GNU/Linux-libre
- Maemo Leste
- Nitrux

OpenRCје доступан init систем и/или супервизор процеса за:
- Artix Linux
- Devuan[6]
- Parabola GNU/Linux-libre
- Arch Linux

## Дизајн
OpenRC се састоји од неколико модуларних компоненти, од којих су главне init  (опционо), основни систем за управљање зависношћу и daemon  супервизор (опционо). Написан је у љусци компатибилној са  C и POSIX - прихватљив shell програм (Portable Operating System Interface) , што га чини употребљивим на BSD и Линукс системима.
Основни део OpenRC-а се бави управљањем зависностима и рашчлањивањем init скрипте. OpenRC ради тако што скенира нивое покретања, гради графикон зависности, а затим покреће скрипте које су потребне да се изврше . Завршава се тек онда када су скрипте покренуте. OpenRC подразумевано користи модификовану верзију старт-стоп-daemon-а за управљање daemon-има. 
Init скрипте своје  сличности деле са скриптама које се користе у sysvinit- у, али нуде и неколико функција које служе да се њихово креирање поједностави. Претпоставља се да скрипте имају start(), stop() и status() ; а систем користи променљиве које су већ декларисане да би креирао подразумеване функције.  Функција зависности се користи за декларисање зависности од других услуга које би се радиле са LSB заглављима у sysvinit-у. Конфигурација и механизам су раздвојени конфигурационим датотекама у директоријуму conf.d и init датотекама у директоријуму  init.d.
Openrc-init се први пут појавио у верзији 0.25 као  замена за /sbin/init која није обавезна већ опциона. Подржано је неколико других покретача, укључујући sysvinit и Busybox . 
Надзирући-daemon се први пут појавио у верзији 0.21 дајући OpenRC могућности надзора. Може се омогућити у init скрипти за надзирућег-daemon да се покрене и надгледа daemon-а. Подржано је неколико других daemon-ских супервизора, укључујући runit  и s6 . 

## Карактеристике
- Преносив између Линукс- а, FreeBSD -а и NetBSD -а
- Покретање паралелног сервиса (подразумевано је да је  искључено)
- Покретање које је засновано на зависности
- Процес сегрегације кроз cgroups [12]
- Ограничења ресурса по услузи (ulimit)
- Раздвајање кода и конфигурације (init.d / conf.d)
- Прошириве скрипте за покретање
- init скрипте са стањем ( да ли је већ покренута? )
- Комплексне init скрипте за покретање више компоненти ( Самба [smbd and nmbd], NFS [nfsd, portmap, итд. ])
- Аутоматско израчунавање зависности и наручивање услуга
- Модуларна архитектура и раздвајање опционих компоненти ( cron, syslog )
- Експресивно и флексибилно руковање мрежом (укључујући VPN, мостове, итд. )
- Опширни режим за отклањање грешака